# Éditions Gap
 (janvier 2012).
Si vous disposez d'ouvrages ou d'articles de référence ou si vous connaissez des sites web de qualité traitant du thème abordé ici, merci de compléter l'article en donnant les références utiles à sa vérifiabilité et en les liant à la section « Notes et références ».
Pour les articles homonymes, voir Gap.
Les Éditions Gap, ou Gap Éditions Communication, sont une entreprise familiale créée par Georges Pajean en 1988.

## Description
La société est aujourd’hui dirigée par les enfants du fondateur, Guy, Olivier et Isabelle Pajean. Elle s'est positionnée dès ses débuts comme une maison d'édition de guides pratiques sport et nature et a choisi de se spécialiser très tôt dans la plongée subaquatique avec la publication des guides de préparation aux niveaux 2,3 et 4 de Paul Villevieille au début des années 1990 .
C’est en 2000 avec sa collection Plongée Plaisir dont l’auteur est Alain Foret, que la société a réellement pris de l’ampleur.[réf. nécessaire] Cette collection a permis aux éditions GAP d’obtenir la mention « ouvrage de référence de l'école française de plongée[réf. nécessaire] ».
L'autre catalogue de l'entreprise prenant de plus en plus d'ampleur concerne le régionalisme, le tourisme et les livres sur la montagne.
Cette maison d’édition publie aussi :
- des livres d'artistes,
- de la littérature (théâtre, poésie, romans),
- des livres jeunesse.